# Дейвид Кенеди (пилот)
Дейвид Кенеди (на английски: David Kennedy) е бивш пилот от Формула 1. Роден на 15 януари 1953 година в Слайгоу, Ирландия.

## Формула 1
Дейв Кенеди прави своя дебют във Формула 1 в Голямата награда на Аржентина през 1980 година. В световния шампионат записва 7 състезания като не успява да спечели точки. Състезава се за отбора на Шадоу.